# Hostice
Hostice (bis 1927 slowakisch auch „Gestice“; ungarisch Gesztete) ist eine kleine Gemeinde in der südlichen Mittelslowakei, südlich von Rimavská Sobota nahe der Grenze zu Ungarn, und liegt im Ostteil der Cerová vrchovina im Tal des Mačací potok (wörtlich: Katzenbach). Unterhalb der Gemeinde befindet sich ein kleiner Stausee (vodná nádrž Hostice).
Der Ort wurde 1332 zum ersten Mal schriftlich als Gezeche erwähnt und gehörte lange Zeit den Adelsfamilien der Ratoldoy und Lórantfy. Während der Türkenkriege war er den türkischen Invasoren tributpflichtig.
Bis 1918 gehörte die Gemeinde im Komitat Gemer und Kleinhont zum Königreich Ungarn und kam dann zur neu entstandenen Tschechoslowakei. Durch den Ersten Wiener Schiedsspruch gehörte sie von 1938 bis 1945 kurzzeitig wieder zu Ungarn.
Das Dorf hatte bis vor nicht zu langer Zeit ungefähr 850 Einwohner, von denen 62 % Roma sind, 34 % Ungarn und 4 % Slowaken, der Großteil der Einwohner spricht als erste Sprache ungarisch (etwa 87 %).
Die Arbeitslosenquote beträgt 95 %, weshalb viele Einwohner regelmäßig nach Österreich zum Betteln fuhren. Mit der Zeit konzentrierten sich diese Reisen auf die Stadt Graz, wo die Männer bei Pfarrer Wolfgang Pucher Unterstützung u. a. in Form der Notschlafstelle Vinzinest erhielten. 2007 wurde das Projekt Vinzipasta gestartet, wo die Frauen des Dorfes Nudeln erzeugen, die dann in Graz vermarktet werden. Unterstützt wird die Roma-Bevölkerung seit 2008 auch durch den Wiener Verein Direkthilfe:Roma.
Um die Situation der Schule zu verbessern, besteht eine Schulpartnerschaft mit der Montesorri-Schule in Maria Enzersdorf in Niederösterreich.

## Bevölkerung
| Jahr                | 1994 | 2004    | 2014     | 2024    |
| ------------------- | ---- | ------- | -------- | ------- |
| Anzahl der Personen | 829  | 884     | 1049     | 1055    |
| Unterschied         |      | +6,63 % | +18,66 % | +0,57 % |

| Jahr                | 2023 | 2024    |
| ------------------- | ---- | ------- |
| Anzahl der Personen | 1044 | 1055    |
| Unterschied         |      | +1,05 % |